# Sauveterre (Gard)
Pour les articles homonymes, voir Sauveterre.
Sauveterre est une commune française située dans l'est du département du Gard, en région Occitanie. Elle fait partie du Grand Avignon.
Exposée à un climat méditerranéen, elle est drainée par le Rhône, le bras de Villeneuve et par divers autres petits cours d'eau. La commune possède un patrimoine naturel remarquable : un site Natura 2000 (« le Rhône aval ») et trois zones naturelles d'intérêt écologique, faunistique et floristique.
Sauveterre est une commune rurale qui compte 2 013 habitants en 2022, après avoir connu une forte hausse de la population depuis 1962. Elle est dans l'agglomération de Pujaut et fait partie de l'aire d'attraction d'Avignon. Ses habitants sont appelés les Sauveterrois ou  Sauveterroises.

## Géographie

Représentations cartographiques de la commune
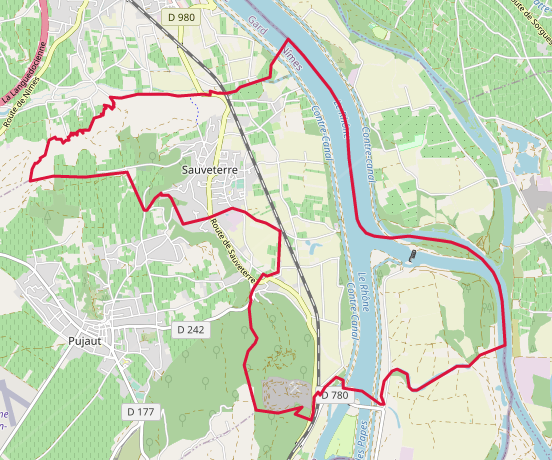
Carte OpenStreetMap.
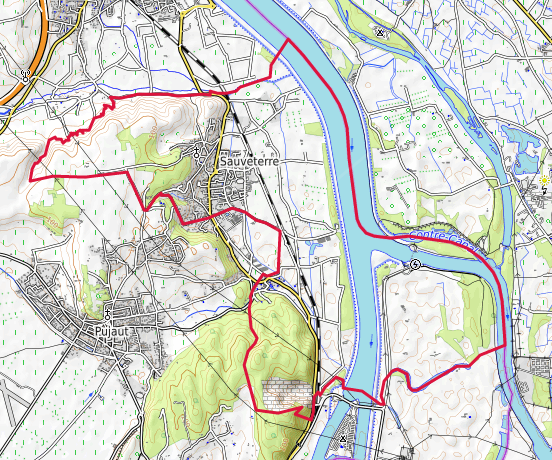
Carte topographique.

### Communes limitrophes
Les communes limitrophes sont Pujaut, Roquemaure, Villeneuve-lès-Avignon et Sorgues.

### Quartiers, hameaux et lieux-dits
- Four, hameau situé au Sud, entre Pujaut (à l'Ouest) et le Rhône (à l'Est). L'île de la Motte sur la rive gauche du Rhône

### Climat
Pour des articles plus généraux, voir Climat de l'Occitanie et Climat du Gard.
En 2010, le climat de la commune est de type climat méditerranéen franc, selon une étude s'appuyant sur une série de données couvrant la période 1971-2000. En 2020, Météo-France publie une typologie des climats de la France métropolitaine dans laquelle la commune est exposée à un climat méditerranéen et est dans la région climatique Provence, Languedoc-Roussillon, caractérisée par une pluviométrie faible en été, un très bon ensoleillement (2 600 h/an), un été chaud (21,5 °C), un air très sec en été, sec en toutes saisons, des vents forts (fréquence de 40 à 50 % de vents > 5 m/s) et peu de brouillards.
Pour la période 1971-2000, la température annuelle moyenne est de 14,1 °C, avec une amplitude thermique annuelle de 18 °C. Le cumul annuel moyen de précipitations est de 706 mm, avec 5,5 jours de précipitations en janvier et 2,9 jours en juillet. Pour la période 1991-2020, la température moyenne annuelle observée sur la station météorologique la plus proche, située sur la commune de Pujaut à 3 km à vol d'oiseau, est de 14,6 °C et le cumul annuel moyen de précipitations est de 672,8 mm,. Pour l'avenir, les paramètres climatiques de la commune estimés pour 2050 selon différents scénarios d'émission de gaz à effet de serre sont consultables sur un site dédié publié par Météo-France en novembre 2022.

### Milieux naturels et biodiversité

#### Réseau Natura 2000

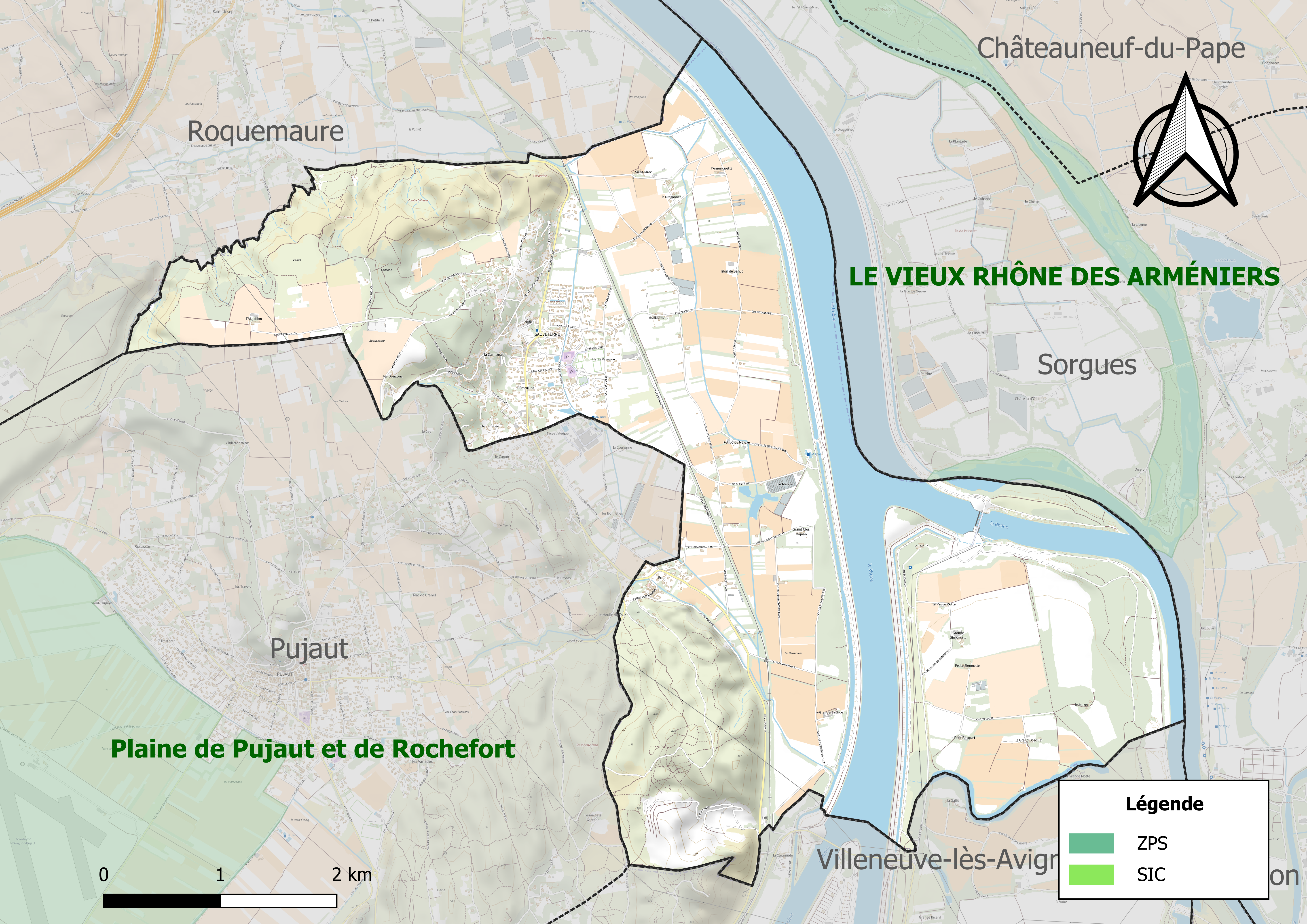
Site Natura 2000 sur le territoire communal.

Le réseau Natura 2000 est un réseau écologique européen de sites naturels d'intérêt écologique élaboré à partir des directives habitats et oiseaux, constitué de zones spéciales de conservation (ZSC) et de zones de protection spéciale (ZPS).
Un site Natura 2000 a été défini sur la commune au titre de la directive habitats : « le Rhône aval », d'une superficie de 12 579 ha0.

#### Zones naturelles d'intérêt écologique, faunistique et floristique
L’inventaire des zones naturelles d'intérêt écologique, faunistique et floristique (ZNIEFF) a pour objectif de réaliser une couverture des zones les plus intéressantes sur le plan écologique, essentiellement dans la perspective d’améliorer la connaissance du patrimoine naturel national et de fournir aux différents décideurs un outil d’aide à la prise en compte de l’environnement dans l’aménagement du territoire.
Une ZNIEFF de type 1 est recensée sur la commune :
« le Vieux Rhône des Arméniers » (140 ha), couvrant 3 communes dont 1 dans le Gard et 2 dans le Vaucluse et deux ZNIEFF de type 2, : 
- « le Rhône » (3 202 ha), couvrant 27 communes dont 2 dans l'Ardèche, 1 dans les Bouches-du-Rhône, 12 dans le Gard et 12 dans le Vaucluse[12] ;
- « le Rhône et ses canaux » (3 879 ha), couvrant 15 communes du département[13].

Carte des ZNIEFF de type 1 et 2 à Sauveterre.
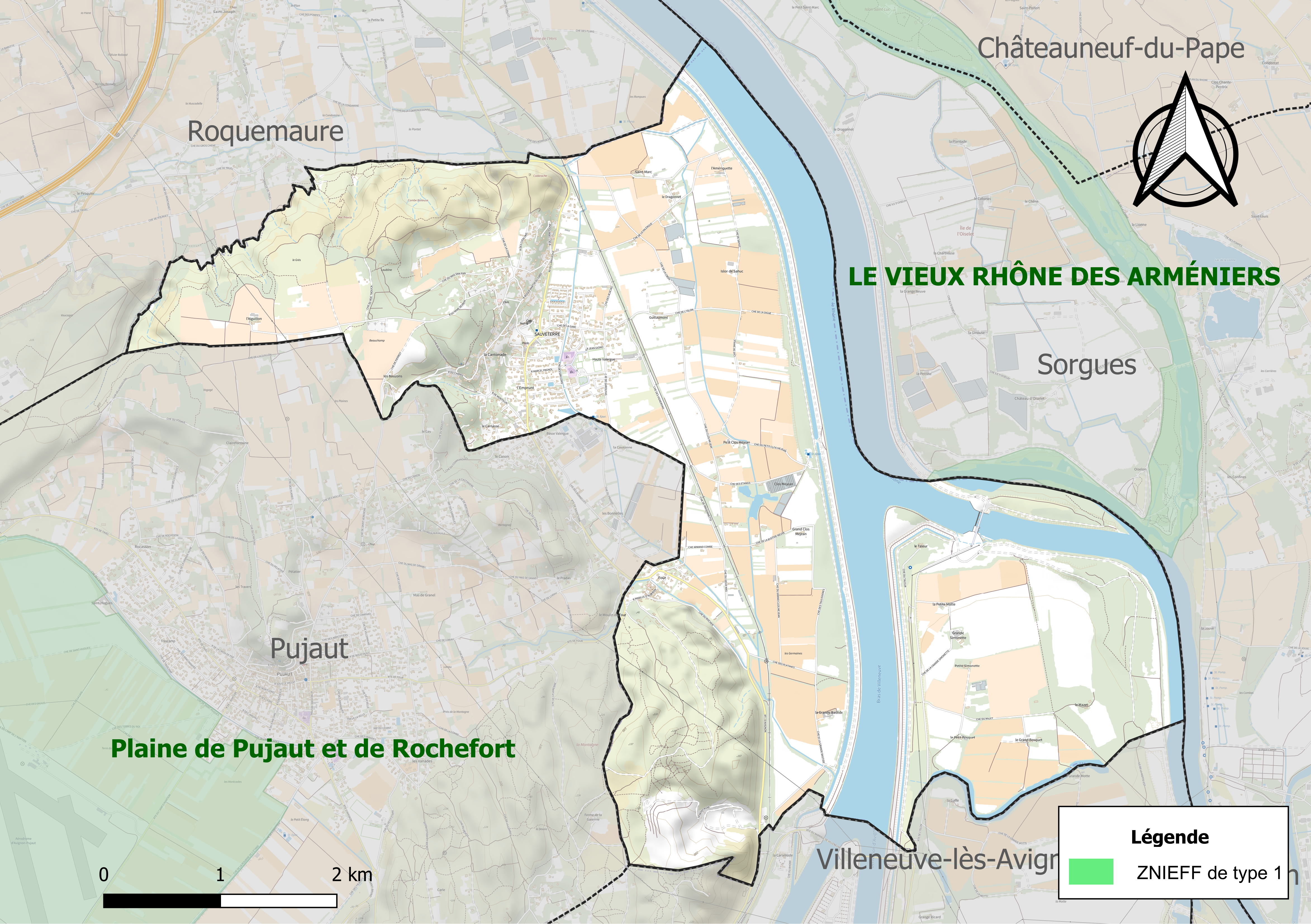
Carte de la ZNIEFF de type 1 sur la commune.
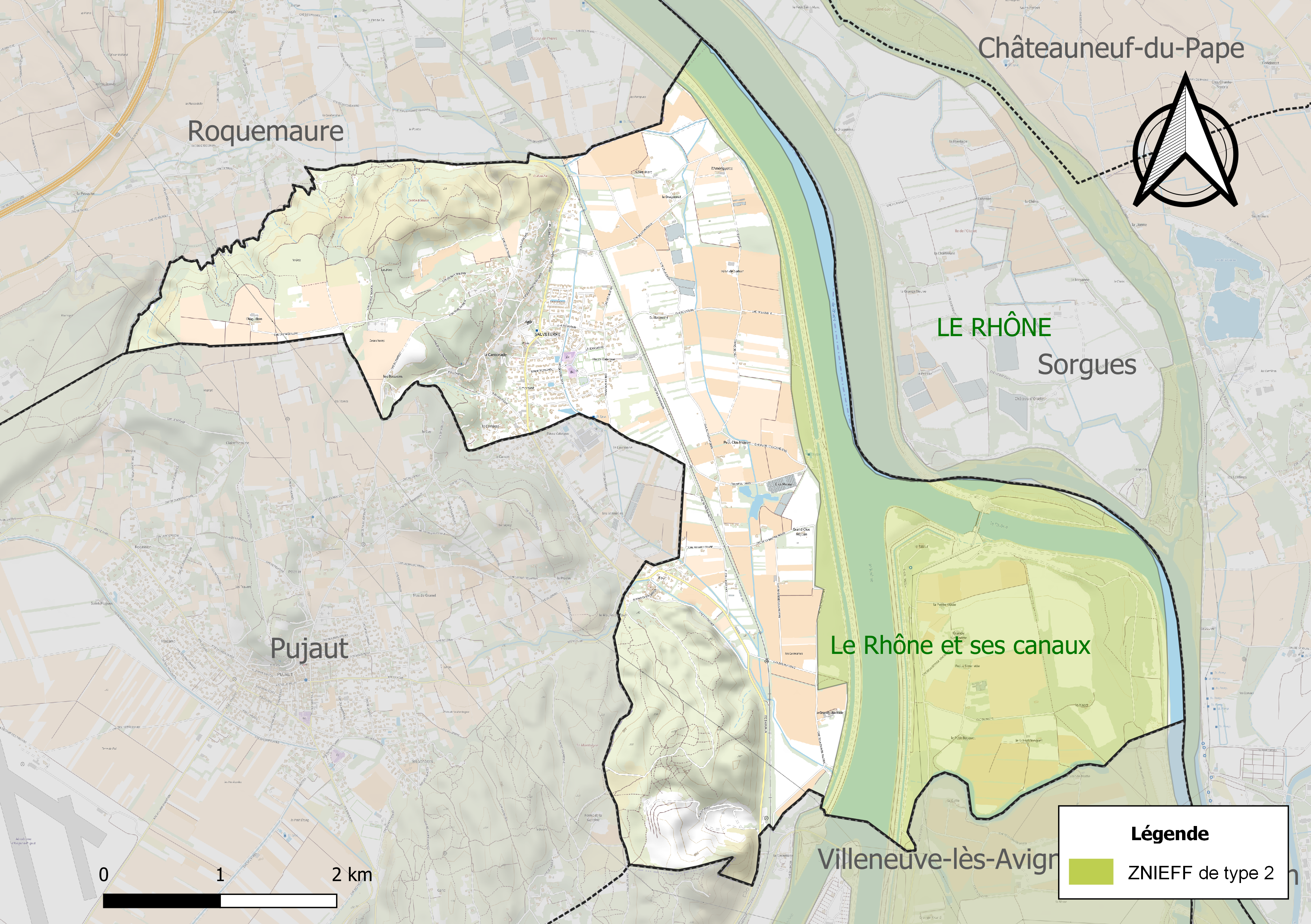
Carte des ZNIEFF de type 2 sur la commune.

## Urbanisme

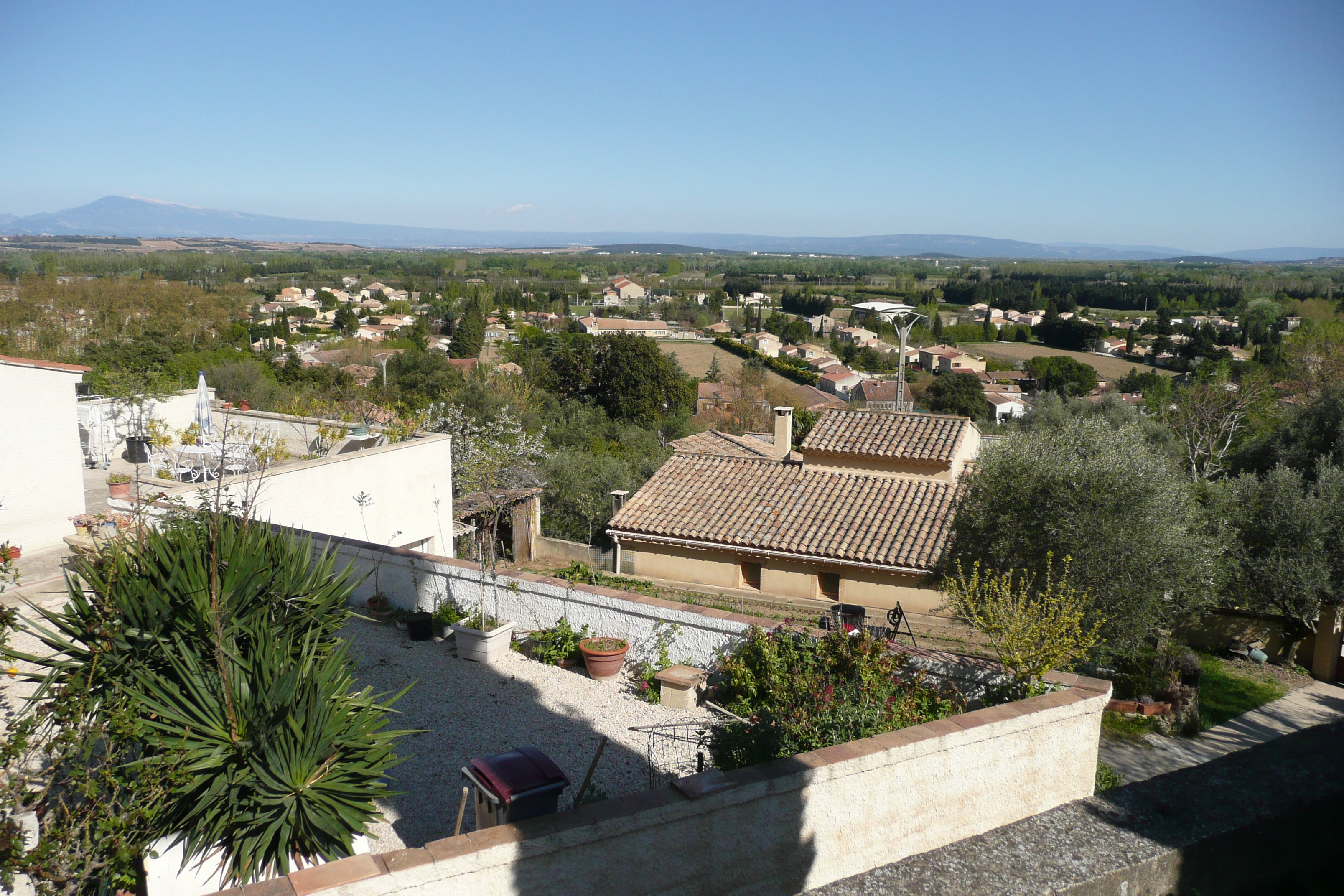
Panorama sur Sauveterre avec vue sur le Mont Ventoux.

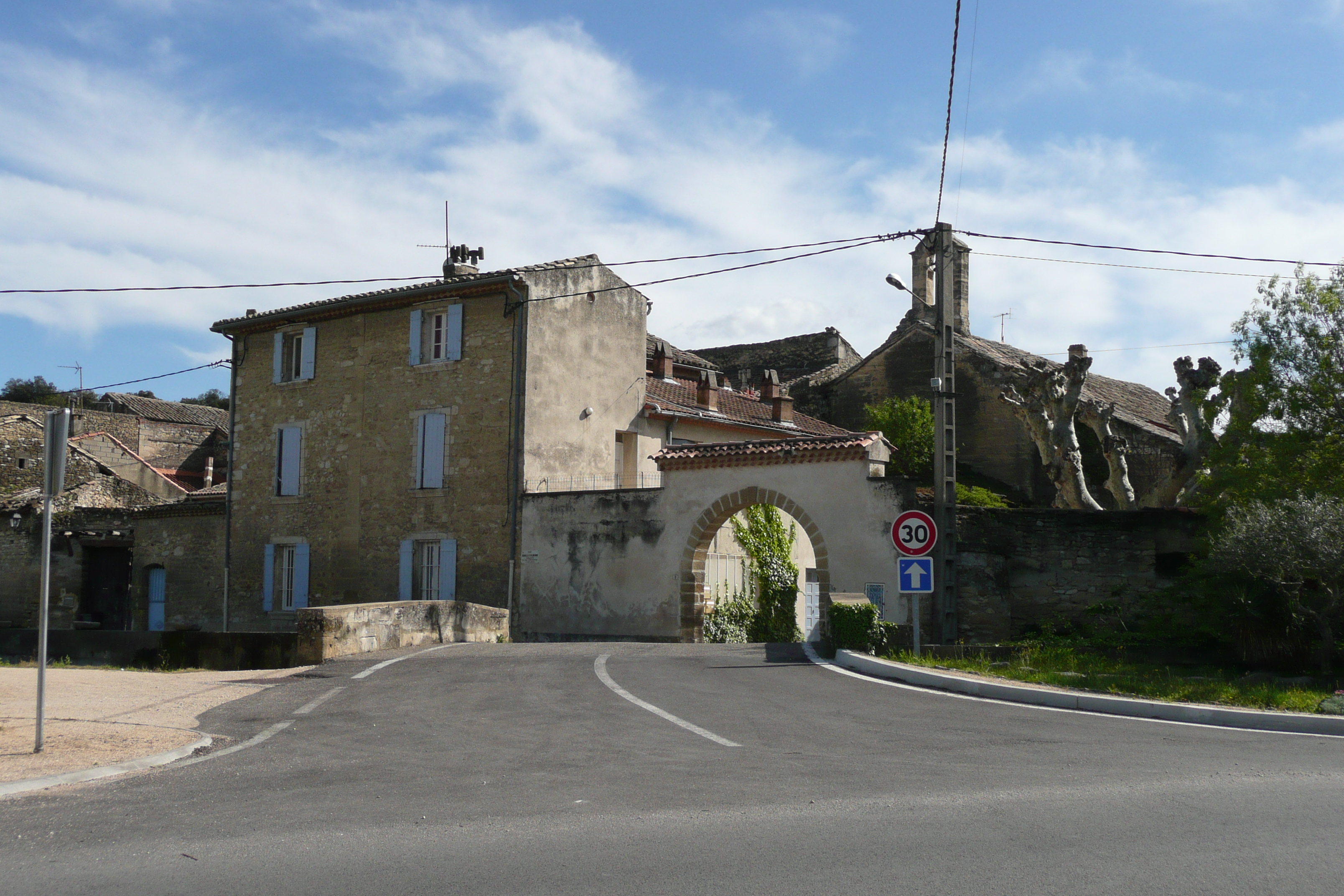
Le hameau de Four avec l'église Notre-Dame de Four

### Typologie
Au 1er janvier 2024, Sauveterre est catégorisée bourg rural, selon la nouvelle grille communale de densité à sept niveaux définie par l'Insee en 2022.
Elle appartient à l'unité urbaine de Pujaut, une agglomération intra-départementale regroupant deux  communes, dont elle est une commune de la banlieue,,. Par ailleurs la commune fait partie de l'aire d'attraction d'Avignon, dont elle est une commune de la couronne,. Cette aire, qui regroupe 48 communes, est catégorisée dans les aires de 200 000 à moins de 700 000 habitants,.

### Occupation des sols

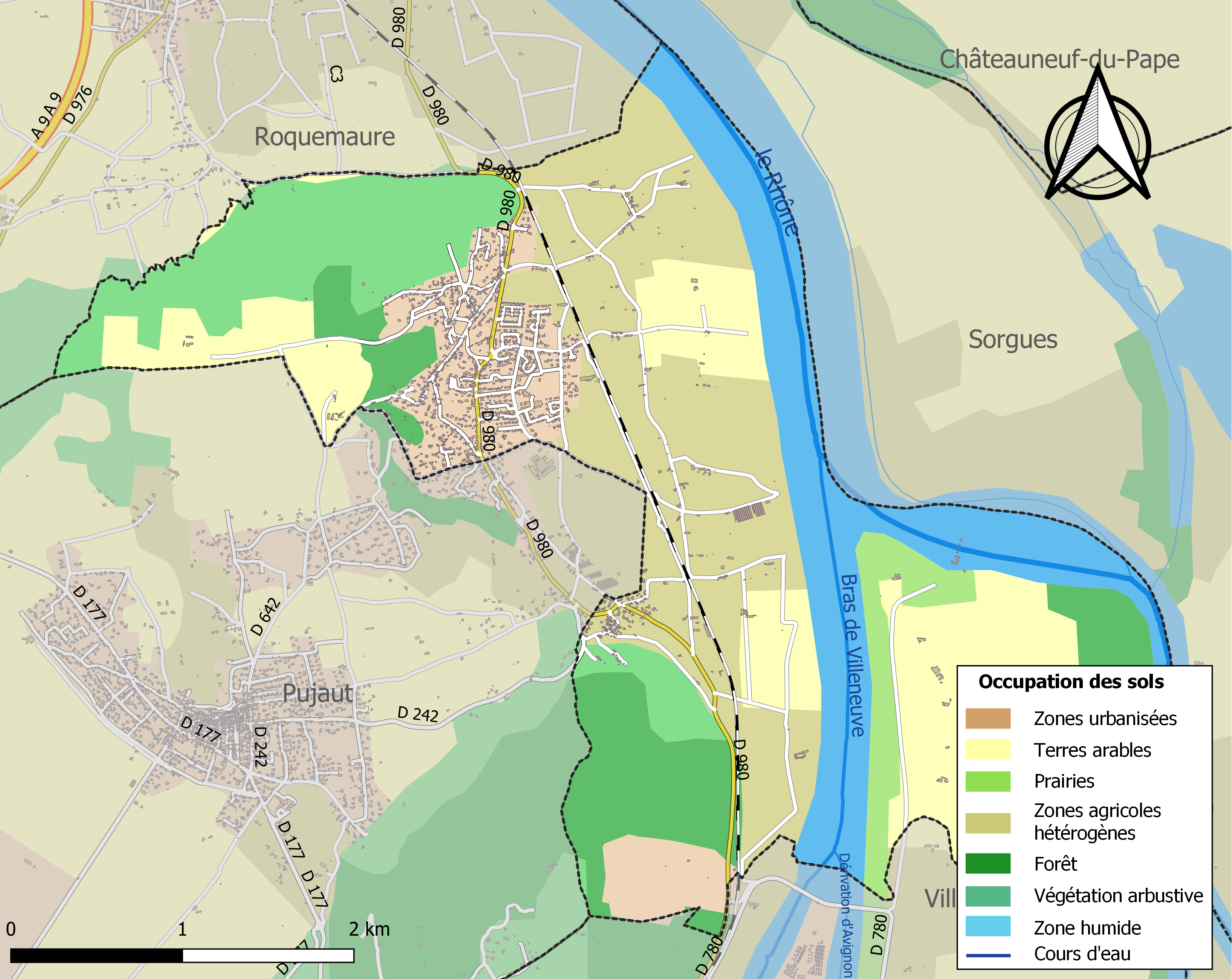
Carte des infrastructures et de l'occupation des sols de la commune en 2018 (CLC).

L'occupation des sols de la commune, telle qu'elle ressort de la base de données européenne d’occupation biophysique des sols Corine Land Cover (CLC), est marquée par l'importance des territoires agricoles (49 % en 2018), une proportion sensiblement équivalente à celle de 1990 (48,5 %). La répartition détaillée en 2018 est la suivante : 
zones agricoles hétérogènes (25,3 %), eaux continentales (15,2 %), forêts (13,5 %), milieux à végétation arbustive et/ou herbacée (12 %), terres arables (10,7 %), cultures permanentes (9,7 %), zones urbanisées (8 %), prairies (3,3 %), mines, décharges et chantiers (2,4 %). L'évolution de l’occupation des sols de la commune et de ses infrastructures peut être observée sur les différentes représentations cartographiques du territoire : la carte de Cassini (XVIIIe siècle), la carte d'état-major (1820-1866) et les cartes ou photos aériennes de l'IGN pour la période actuelle (1950 à aujourd'hui).

### Risques majeurs
Le territoire de la commune de Sauveterre est vulnérable à différents aléas naturels : météorologiques (tempête, orage, neige, grand froid, canicule ou sécheresse), inondations, feux de forêts et séisme (sismicité modérée). Il est également exposé à trois risques technologiques,  le transport de matières dangereuses et  le risque industriel et la rupture d'un barrage. Un site publié par le BRGM permet d'évaluer simplement et rapidement les risques d'un bien localisé soit par son adresse soit par le numéro de sa parcelle.

#### Risques naturels
La commune fait partie du territoire à risques importants d'inondation (TRI) d'Avignon – plaine du Tricastin – Basse vallée de la Durance, regroupant 90 communes du bassin de vie d'Avignon, Orange et de la basse vallée de la Durance, un des 31 TRI qui ont été arrêtés fin 2012 sur le bassin Rhône-Méditerranée. Il a été retenu au regard des risques de débordements du Rhône, de la Durance, de la Cèze, du Lez (84), de l'Ardèche, de l'Eygues, du Rieu (Foyro), de la Meyne, de l'Ouvèze, des Sorgues, des rivières du Sud-Ouest du mont Ventoux, de la Nesque, du Calavon et de l'Èze. Les crues récentes significatives sont celles d'octobre 1993 (Rhône-Lez), de janvier et novembre 1994 (Rhône, Durance, Calavon, Ouvèze), de décembre 1997, de  novembre 2000, de mai 2008 (Durance), de décembre 2003 (Rhône, Calavon), de septembre 1992 (Ouvèze), de septembre 2002 et de 2003 (Aygue, Rieu Foyro), de septembre 1958, de septembre 1992 (Ardèche), de septembre 1993 (Èze). Des cartes des surfaces inondables ont été établies pour trois scénarios : fréquent (crue de temps de retour de 10 ans à 30 ans), moyen (temps de retour de 100 ans à 300 ans) et extrême (temps de retour de l'ordre de 1 000 ans, qui met en défaut tout système de protection),. La commune a été reconnue en état de catastrophe naturelle au titre des dommages causés par les inondations et coulées de boue survenues en 1982, 1987, 1991, 1993, 1994, 2002, 2003, 2004 et 2011,.

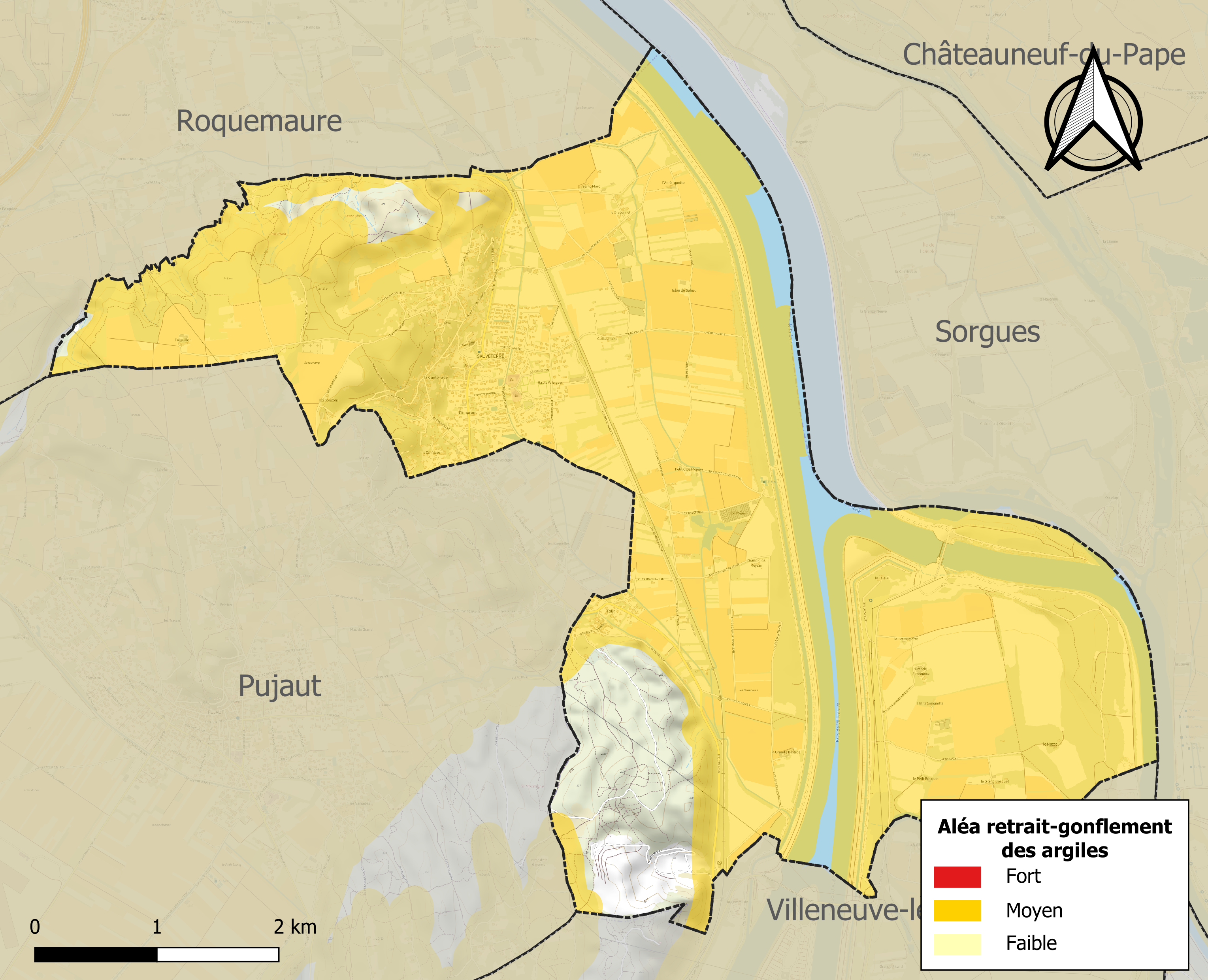
Carte des zones d'aléa retrait-gonflement des sols argileux de Sauveterre.

Le retrait-gonflement des sols argileux est susceptible d'engendrer des dommages importants aux bâtiments en cas d’alternance de périodes de sécheresse et de pluie. 88,5 % de la superficie communale est en aléa moyen ou fort (67,5 % au niveau départemental et 48,5 % au niveau national). Sur les 821 bâtiments dénombrés sur la commune en 2019, 817 sont en aléa moyen ou fort, soit 100 %, à comparer aux 90 % au niveau départemental et 54 % au niveau national. Une cartographie de l'exposition du territoire national au retrait gonflement des sols argileux est disponible sur le site du BRGM,.
Par ailleurs, afin de mieux appréhender le risque d’affaissement de terrain, l'inventaire national des cavités souterraines permet de localiser celles situées sur la commune.

#### Risques technologiques
La commune est exposée au risque industriel du fait de la présence sur son territoire d'une entreprise soumise à la directive européenne Seveso.
Le risque de transport de matières dangereuses sur la commune est lié à sa traversée par des infrastructures routières ou ferroviaires importantes ou la présence d'une canalisation de transport d'hydrocarbures. Un accident se produisant sur de telles infrastructures est en effet susceptible d’avoir des effets graves au bâti ou aux personnes jusqu’à 350 m, selon la nature du matériau transporté. Des dispositions d’urbanisme peuvent être préconisées en conséquence.
La commune est en outre située en aval des barrages de Sainte-Croix et de Serre-Ponçon, deux ouvrages de classe A. À ce titre elle est susceptible d’être touchée par l’onde de submersion consécutive à la rupture d'un de ces ouvrages.

## Histoire

### Protohistoire: Âge du fer
23 sépultures de chefs celtes de la tribu des arécomiques ont été retrouvées disséminées dans la région occidentale du bas Rhône. Toutes ont pu être datées de cette période troublée, et leur dispersion nous renseigne sur la violence et l'étendue des combats.
La plupart étaient situées sur les trajets conduisant à Uzès telles les sépultures de Sauveterre et de Rochefort du Gard sur la route reliant le port antique de Roquemaure à Uzès par l'oppidum antique de Remoulins.

### Antiquité
- Vers Four, décharge de potiers. Amphores Gauloises, tuiles, briques, chéneaux et déchets de cuisson et cendre permettant de conclure à la présence d'un atelier de potiers.
- Toujours à Four, le mur sud d'une maison réutilise une construction en grand appareil qui pourrait être un morceau d'aqueduc romain en arches.
- Au Change, dépôt appartenant certainement à une tombe (lance en fer à douille et à larges ailerons, patère et bol en céramique campanienne, débris d'amphores. Ier siècle av. J.-C.).
- Daté du Ve siècle une tombe romaine, entre Roquemaure et Sauveterre.

### Moyen Âge
L’évêque d’Avignon cède en 1120 l’église paroissiale Saint-Marie-de-Fours à l’abbaye Saint-André de Villeneuve-lès-Avignon, puis en 1195 l’église Saint-Jean. L’abbaye perçoit leurs revenus.

### XIXesiècle
La commune de Sauveterre est créée par la loi du 21 mai 1850, par soustraction d'une partie de la commune de Roquemaure
https://gallica.bnf.fr/ark:/12148/bpt6k486124w/f601.item.r=sauveterre.zoom

## Héraldique
| Blason de Sauveterre | Blason  | D'argent au mont au naturel parsemé d'oliviers de sinople, issant d'ondes d'azur, accompagné en chef à dextre d'une étoile soudée d'or. |
| Blason de Sauveterre | Détails | Le statut officiel du blason reste à déterminer.                                                                                        |

## Politique et administration

### Liste des maires
| Période                                  | Période               | Identité                   | Étiquette | Qualité                                                                                           |
| ---------------------------------------- | --------------------- | -------------------------- | --------- | ------------------------------------------------------------------------------------------------- |
| 1908                                     | 1940                  | Joseph Ranquet             | Rad.      | Viticulteur Député du Gard (1938 → 1942) Conseiller général du canton de Roquemaure (1925 → 1940) |
| Les données manquantes sont à compléter. |                       |                            |           |                                                                                                   |
| mai 1953                                 | mars 1959             | Léopold Agret (1899-1981)  |           |                                                                                                   |
| Les données manquantes sont à compléter. |                       |                            |           |                                                                                                   |
| mars 1965                                | mars 1971             | René Amblard               |           |                                                                                                   |
| mars 1971                                | mars 1991 (démission) | Maxime Tardieu (1934-2019) |           | Chevalier des Palmes académiques                                                                  |
| mars 1991                                | juin 1995             | Jean-Claude Mathon         |           |                                                                                                   |
| juin 1995                                | En cours              | Jacques Demanse            | PCF       |                                                                                                   |

## Démographie
L'évolution du nombre d'habitants est connue à travers les recensements de la population effectués dans la commune depuis 1851. Pour les communes de moins de 10 000 habitants, une enquête de recensement portant sur toute la population est réalisée tous les cinq ans, les populations de référence des années intermédiaires étant quant à elles estimées par interpolation ou extrapolation. Pour la commune, le premier recensement exhaustif entrant dans le cadre du nouveau dispositif a été réalisé en 2006.

En 2022, la commune comptait 2 013 habitants, en évolution de −0,74 % par rapport à 2016 (Gard : +2,97 %, France hors Mayotte : +2,11 %).
| 1851 | 1856 | 1861 | 1866 | 1872 | 1876 | 1881 | 1886 | 1891 |
| ---- | ---- | ---- | ---- | ---- | ---- | ---- | ---- | ---- |
| 877  | 888  | 906  | 932  | 849  | 838  | 798  | 753  | 767  |

| 1896 | 1901 | 1906 | 1911 | 1921 | 1926 | 1931 | 1936 | 1946 |
| ---- | ---- | ---- | ---- | ---- | ---- | ---- | ---- | ---- |
| 701  | 727  | 795  | 765  | 690  | 703  | 703  | 725  | 747  |

| 1954 | 1962 | 1968 | 1975 | 1982  | 1990  | 1999  | 2006  | 2011  |
| ---- | ---- | ---- | ---- | ----- | ----- | ----- | ----- | ----- |
| 747  | 762  | 913  | 911  | 1 159 | 1 378 | 1 696 | 1 793 | 1 743 |

| 2016  | 2021  | 2022  | - | - | - | - | - | - |
| ----- | ----- | ----- | - | - | - | - | - | - |
| 2 028 | 2 029 | 2 013 | - | - | - | - | - | - |

## Économie

### Revenus
En 2018  (données Insee publiées en septembre 2021), la commune compte 808 ménages fiscaux, regroupant 2 040 personnes. La médiane du revenu disponible par unité de consommation est de 23 310 € (20 020 € dans le département). 56 % des ménages fiscaux sont imposés (43,9 % dans le département).

### Emploi
|                | 2008   | 2013  | 2018  |
| -------------- | ------ | ----- | ----- |
| Commune        | 7,3 %  | 7,2 % | 9,8 % |
| Département    | 10,6 % | 12 %  | 12 %  |
| France entière | 8,3 %  | 10 %  | 10 %  |

En 2018, la population âgée de 15 à 64 ans s'élève à 1 262 personnes, parmi lesquelles on compte 78 % d'actifs (68,2 % ayant un emploi et 9,8 % de chômeurs) et 22 % d'inactifs,. Depuis 2008, le taux de chômage communal (au sens du recensement) des 15-64 ans est inférieur à celui de la France et du département.
La commune fait partie de la couronne de l'aire d'attraction d'Avignon, du fait qu'au moins 15 % des actifs travaillent dans le pôle,. Elle compte 256 emplois en 2018, contre 234 en 2013 et 281 en 2008. Le nombre d'actifs ayant un emploi résidant dans la commune est de 870, soit un indicateur de concentration d'emploi de 29,4 % et un taux d'activité parmi les 15 ans ou plus de 61,5 %.
Sur ces 870 actifs de 15 ans ou plus ayant un emploi, 142 travaillent dans la commune, soit 16 % des habitants. Pour se rendre au travail, 88,7 % des habitants utilisent un véhicule personnel ou de fonction à quatre roues, 2,9 % les transports en commun, 4,6 % s'y rendent en deux-roues, à vélo ou à pied et 3,7 % n'ont pas besoin de transport (travail au domicile).

### Activités hors agriculture

#### Secteurs d'activités
157 établissements sont implantés  à Sauveterre au 31 décembre 2019. Le tableau ci-dessous en détaille le nombre par secteur d'activité et compare les ratios avec ceux du département,.
| Secteur d'activité                                                                                        | Commune | Commune | Département |
| Secteur d'activité                                                                                        | Nombre  | %       | %           |
| --- | ------- | ------- | ----------- |
| Ensemble                                                                                                  | 157     |         |             |
| Industrie manufacturière, industries extractives et autres                                                | 14      | 8,9 %   | (7,9 %)     |
| Construction                                                                                              | 19      | 12,1 %  | (15,5 %)    |
| Commerce de gros et de détail, transports, hébergement et restauration                                    | 40      | 25,5 %  | (30 %)      |
| Information et communication                                                                              | 5       | 3,2 %   | (2,2 %)     |
| Activités immobilières                                                                                    | 5       | 3,2 %   | (4,1 %)     |
| Activités spécialisées, scientifiques et techniques et activités de services administratifs et de soutien | 39      | 24,8 %  | (14,9 %)    |
| Administration publique, enseignement, santé humaine et action sociale                                    | 27      | 17,2 %  | (13,5 %)    |
| Autres activités de services                                                                              | 8       | 5,1 %   | (8,8 %)     |

Le secteur du commerce de gros et de détail, des transports, de l'hébergement et de la restauration est prépondérant sur la commune puisqu'il représente 25,5 % du nombre total d'établissements de la commune (40 sur les 157 entreprises implantées  à Sauveterre), contre 30 % au niveau départemental.

#### Entreprises et commerces
Les cinq entreprises ayant leur siège social sur le territoire communal qui génèrent le plus de chiffre d'affaires en 2020 sont : 
- Lca Transport, transports routiers de fret de proximité (176 k€)
- EURL Sellactif, commerce de gros (commerce interentreprises) de produits pharmaceutiques (167 k€)
- EGCM, travaux d'installation électrique dans tous locaux (155 k€)
- Bricodom, nettoyage courant des bâtiments (7 k€)
- Envelop Color, autre imprimerie (labeur) (3 k€)

#### Industrie

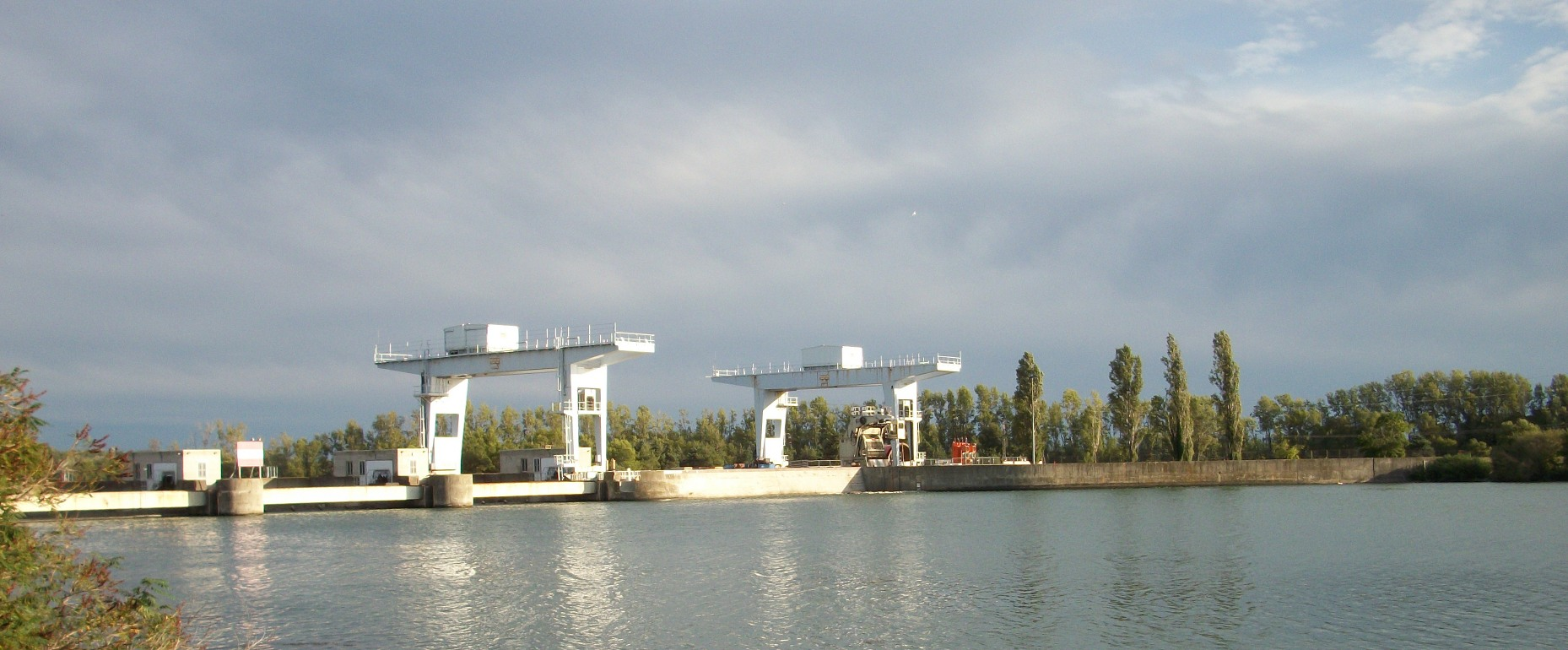
Le barrage-usine, vu de Châteauneuf.

L'usine hydroélectrique de Sauveterre est installée sur le territoire de la commune.
Elle est couplée à un barrage sur un bras mort du Rhône séparant Sauveterre de Châteauneuf-du-Pape.
Cet équipement est géré par la CNR.

### Agriculture
La commune est dans la vallée du Rhône, une petite région agricole occupant la frange est du département du Gard. En 2020, l'orientation technico-économique de l'agriculture  sur la commune est la culture de fruits ou d'autres cultures permanentes. 
|               | 1988 | 2000 | 2010 | 2020 |
| ------------- | ---- | ---- | ---- | ---- |
| Exploitations | 56   | 28   | 23   | 14   |
| SAU (ha)      | 495  | 469  | 417  | 351  |

Le nombre d'exploitations agricoles en activité et ayant leur siège dans la commune est passé de 56 lors du recensement agricole de 1988  à 28 en 2000 puis à 23 en 2010 et enfin à 14 en 2020, soit une baisse de 75 % en 32 ans. Le même mouvement est observé à l'échelle du département qui a perdu pendant cette période 61 % de ses exploitations,. La surface agricole utilisée sur la commune a également diminué, passant de 495 ha en 1988 à 351 ha en 2020. Parallèlement la surface agricole utilisée moyenne par exploitation a augmenté, passant de 9 à 25 ha.

#### Mandarine de Sauveterre

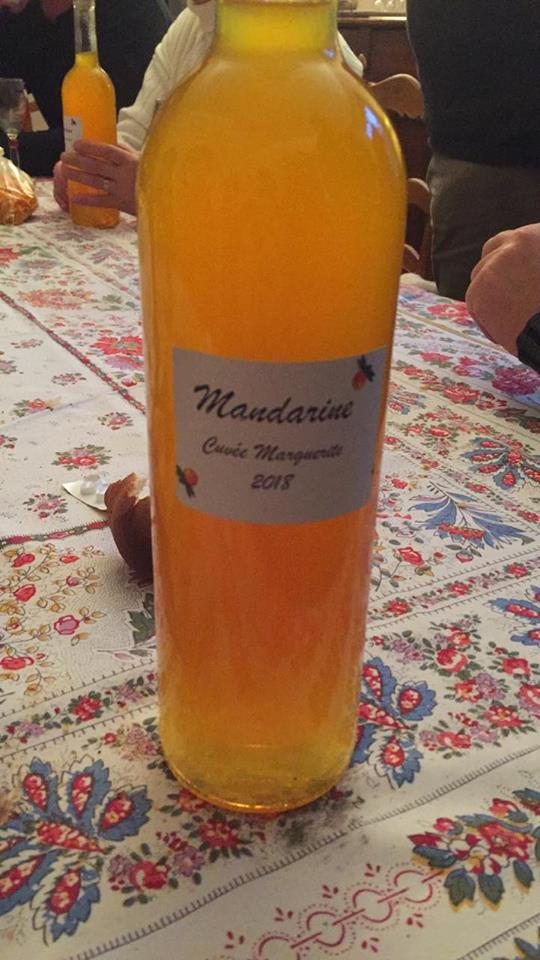
Mandarine de Sauveterre

La mandarine de Sauveterre est élaborée uniquement lors des premières montées de sève, juste avant d'entrer dans une nouvelle lune. La noblesse des produits utilisés associée à la justesse exceptionnelle des mélanges, ont fait sa réputation depuis des décennies. Naturellement rafraichissante, elle peut être consommée  allongée de glace tout au long de l'année.

#### Huile d'olive de Provence AOC

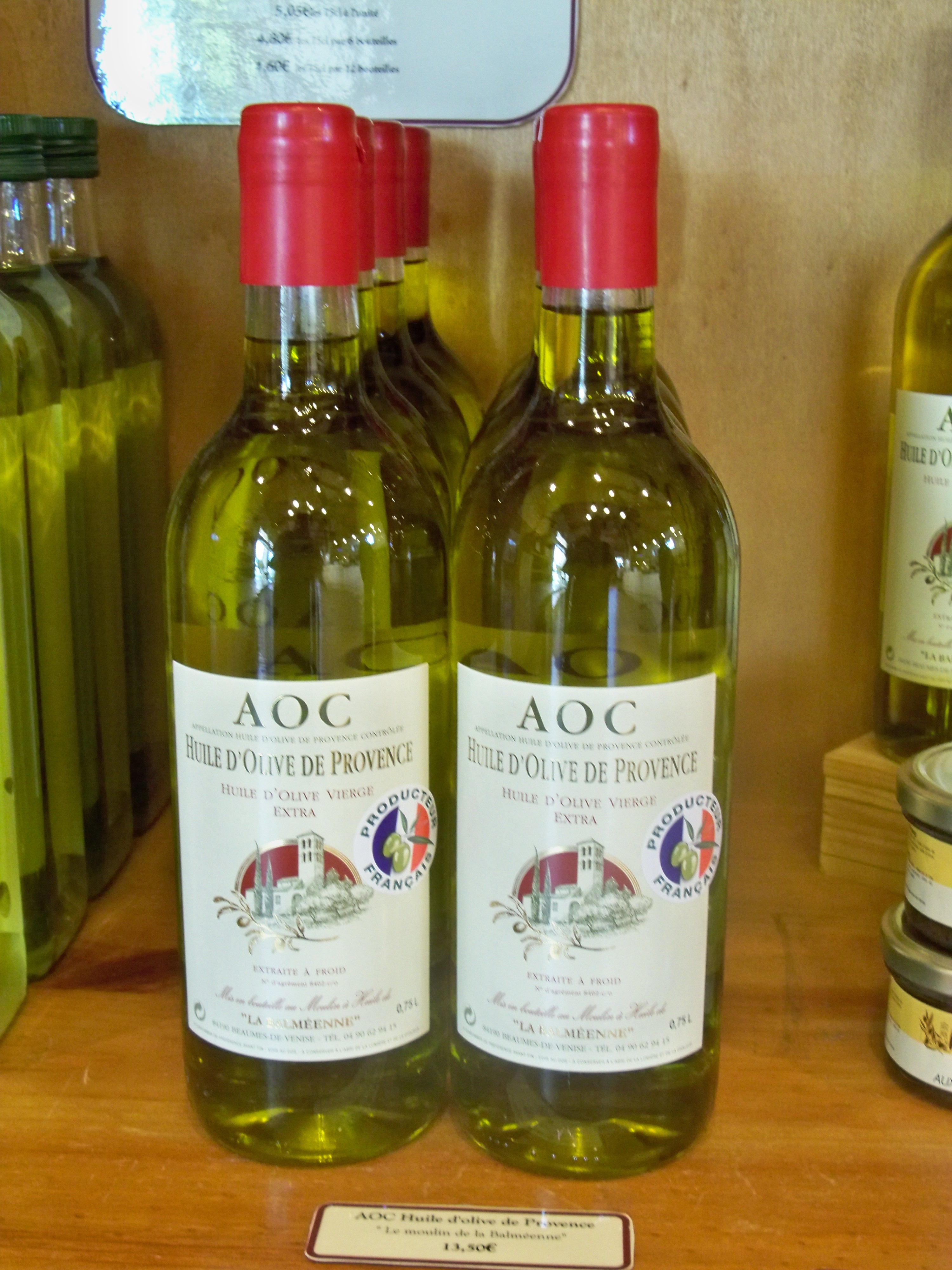
Huile d'olive de Provence AOC.

L'huile d'olive de Provence est protégée par une appellation d'origine contrôlée (AOC) à la suite d'une enquête diligentée par l'INAO, dont les conclusions ont été déposées auprès de la commission le 26 octobre 2006, réunie à Arles. La signature du décret parut au Journal officiel le 14 mars 2007
Pour pouvoir postuler à l'AOC, l'huile d'olive de Provence doit être élaborée à base des variétés aglandau, bouteillan, cayon, salonenque ainsi que celles dénommées localement brun, cayet, petit ribier et belgentiéroise. Il faut au moins deux de ces variétés principales présentes au sein de l'oliveraie,.

## Culture locale et patrimoine

### Lieux et monuments
- Château de Montsauve (XVIIe siècle).
- Château de Varenne (1778).
- Église Saint-Jean-Baptiste de Sauveterre du XIXe siècle, restaurée : escalier extérieur monumental, intérieur : Vierge et Christ peint par Richard Guintrand un amoureux du Rhône , ancien sorguais.
- Chapelle Notre-Dame de Fours, du début du XIIIe siècle, restaurée.
- Vestiges de l'abbaye Notre-Dame de Four. Une église Notre-Dame de Four est citée dans un acte de donation de l'évêque d'Avignon au chapitre de la cathédrale Notre-Dame-des-Doms, en 916. L'église est acquise au début du XIIe siècle par l'abbaye Saint-André de Villeneuve-lès-Avignon. L'abbaye Saint-André a donné l'église à Mabille d'Albaron sous la condition de construire un monastère de religieuses dont elle devait être la prieure, sous la dépendance de l'abbé de Saint-André et de l'évêque d'Avignon. Le monastère a été fondé le 3 juin 1239, jour d'une éclipse solaire. La fondation est confirmée par le pape Innocent VI, en 1246. Les religieuses ont quitté le monastère en 1363 pour se réfugier à Avignon par crainte des bandes de routiers. Le monastère des Fours est ensuite devenu la propriété des Chartreux de Villeneuve[43],[44],[45].

### Personnalités liées à la commune
- Le mime Séverin, né Séverin Cafferra, mort à Sauveterre où il s'était retiré (1867-1930).
- Roger Martin du Gard (1881-1958), écrivain.
- Joseph Ranquet, maire de Sauveterre où il est né (1868-1954), conseiller général et député du Gard de 1938 à 1940.
- Auguste de Cambis d'Orsan, député de Vaucluse, décédé à Sauveterre en 1860.
- Lucien-Victor Guirand de Scevola (1871-1950). Peintre célèbre en son temps, la famille de sa femme puis sa femme, la comédienne Marie-Thérèse Piérat, furent propriétaires du château.